# 平堡镇
平堡镇，是中华人民共和国甘肃省白银市靖远县下辖的一个乡镇级行政单位。
2016年6月8日，甘肃省民政厅批复同意撤销平堡乡，设立平堡镇。

## 行政区划
平堡镇下辖以下地区：
金园村、金峡村、平堡村和蒋滩村。